# فريجيتيلو
فريجيتيلو هو فلفل حار حلو من أصل إيطالي من نوع فليفلة حولية، في إيطاليا يتشهر هذا النوع أكثر في إقليم تسكانة.